# Morrisville (Carolina del Nord)
Morrisville és una població dels Estats Units a l'estat de Carolina del Nord. Segons el cens del 2008 estimate tenia 14.954 habitants.

## Demografia
Segons el cens del 2000, Morrisville tenia 5.208 habitants, 2.476 habitatges i 1.297 famílies. La densitat de població era de 297 habitants per km².
Dels 2.476 habitatges en un 24,7% hi vivien nens de menys de 18 anys, en un 42% hi vivien parelles casades, en un 7,1% dones solteres, i en un 47,6% no eren unitats familiars. En el 36,6% dels habitatges hi vivien persones soles el 2,3% de les quals corresponia a persones de 65 anys o més que vivien soles. El nombre mitjà de persones vivint en cada habitatge era de 2,1 i el nombre mitjà de persones que vivien en cada família era de 2,8.
Per edats la població es repartia de la següent manera: un 20,6% tenia menys de 18 anys, un 11,2% entre 18 i 24, un 50% entre 25 i 44, un 14,2% de 45 a 60 i un 4% 65 anys o més.
L'edat mediana era de 30 anys. Per cada 100 dones de 18 o més anys hi havia 104,9 homes.
La renda mediana per habitatge era de 56.548 $ i la renda mediana per família de 64.625 $. Els homes tenien una renda mediana de 46.750 $ mentre que les dones 34.528 $. La renda per capita de la població era de 32.243 $. Entorn del 3,4% de les famílies i el 4,6% de la població estaven per davall del llindar de pobresa.

## Poblacions properes
El següent diagrama mostra les poblacions més properes.